# ناتاليا غاتي
ناتاليا غاتي (بالإسبانية: Natalia Gatti) (20 أكتوبر 1982 - ) هي لاعبة كرة قدم أرجنتينية في مركز الهجوم. شاركت مع منتخب الأرجنتين لكرة القدم للسيدات.

## وصلات خارجية
- ناتاليا غاتي على موقع الاتحاد الدولي (مؤرشف)  (الإنجليزية)
- ناتاليا غاتي على موقع قاعدة بيانات كرة القدم.إي يو (الإنجليزية)
- ناتاليا غاتي على موقع عالم كرة القدم.نت (الإنجليزية)